# Grad Žamerk
Grad Žamerk (nemško Saldenberg) je stal na hribu Žamerk nad naseljem  Loka pri Žusmu, jugovzhodno od Šentjurja. Zgrajen je bil ob koncu 12. stoletja, že sredi 15. stoletja pa je bil opuščen in prepuščen v propadanje, tako da so od njega ostale leta 1458  še razvaline. Sledovi gradu so še vidni, prav tako sledovi jarka in okopa.

## Zgodovina
Grad so pozidali krški škofje na svojem ozemlju, ki ga je grofica Hema podarila leta 1043 krškemu samostanu, po katerem je to območje prišlo v last krške škofije. Posotelje je bilo na meji z Madžari, zato so škofje za obrambo sčasoma zgradili več gradov. Med njimi je bil konec 12. stoletja tudi grad Žamerk . Na gradovih so namestili svoje ministeriale, ki so imeli v fevdu manjšo posest v okolici. Bil je krški fevd, katerega so upravljali Žamerški vitezi.  Verjetno so izvirali iz Koroške z Žalma (Saldenheima). Ker je bil Kunšperk kot obmejni grad najbolj ogrožen, je krški škof pred letom 1212 vojaško podredil Kunšperškim svoje viteze v zaledju, med njimi tudi žusemske in žamerške.
V listinah je Žamerški grad posredno omenjen leta 1197, ko sta omenjena vitez Sigmar de Saldenberch in njegova žena Benedikta Kunšperška. Nato je leta 1213 omenjen Henrik von Saldenperch, leta 1226 Oto in Henrik, leta 1263 Valter in Gerloch, naslednjega leta Sygemarus. Rod Žamerških vitezov se omenja vse do okoli leta 1310, ko je rod izumrl.
Leta 1311 se na gradu pojavi kot kastelan Eberhard Prežinski, po letu 1320 pa vitez Friderik. Leta 1404 so krški škofje podelili Žamerk v fevd Andreju Žusemskemu, ki je posest tudi kupil in ki je hkrati pridobil nazaj svojo posest Žusem v neposredni soseščini, ki so jo deset let prej izgubili zaradi dolgov. 
Vendar je tudi on zašel v dolgove in si leta 1437 sposodil pri celjskem knezu Frideriku II. 2000 funtov in mu zanje zastavil svoj grad in žusemsko zemljiško gospostvo. Iz žusemskega gradu, ki ga je obdržal v upravi, se je preselil na Betnavo. Leta 1444 je od deželnega kneza dobil v začasno zastavo slovenjgraško gospostvo. Še leta 1449 in 1451 je Andrej dokupoval posest in pravice za žusemsko gospostvo znotraj njega in v njegovi sosešči  je po posesti očitno tudi imenoval. 
Andrejevega sina Janeza viteza Žusemskega srečamo leta 1447 poročenega z Lizo Pesniško. Po materi Lizi je podedoval Vartenhajm (severno od Rač pri Mariboru). Leta 1458 je Janez z drugo ženo Uršo, rojeno Ruckendorf, sprejel od krškega škofa po očetu podedovane fevde: žusemsko zemljiško gospostvo in žamerške ruševine (Burgstall). Tako je bila od tlej usoda žamerške in žusemske posesti združena ali enaka.
Po Andrejevem sinu Janezu Žusemskem je leta 1480 prevzel deželnoknežja (ne več krška) gospostva Žusem, Valdek in Konjice njegov nečak Bernard Lichtenberger. Ta jim je gospodaril le 4 leta. Za njim je bil upravnik žusemskega gospostva Jurij Katzendorfer. Leta 1494 je deželnoknežja komora Žusem zastavila Pavlu Buchwaldu in upravnik je postal Ahac Mutmannsdorfer, poročen z vdovo Janeza Žusemskega. Mutmannsdorfer je kmalu prejel v zastavo blizu polovice žusemske posesti.
Leta 1528 je za posojilo 2000 funtov grad Žusem in gospostvo prejel v zastavo Andrej pl. Altenhaus. Po njegovi smrti 1543 ga je nasledil sin Franc pl. Altenhaus. Slednji je leta 1550 za 4700 goldinarjev dobil grad in gospostvo Žusem v dosmrtno zastavo. Sin Franca Žiga Altenhaus se je leta 1571 poročil z Benigno, vdovo po račkem Žigi Regalu, rojeno Idunspeug. Za doto 500 goldinarjev ji je jamčil leta 1573 in 1580 z žusemskim zemljiškim gospostvom. Leta 1579 je pristavo v Pristavi (v okviru žusemskega gospostva) posedoval plemič Soteški (Helfenberg) po kupnem pravu, ki jo je prodal plemiču Juriju Reisingu. Po smrti Žige Altenhausa leta 1581 je postal gospodar Žusma Krištof Kronegger, a že leta 1583 ga je vzel v najem Inocenc Moscon, ki je kot gospodar ostal vse do prve četrtine 17. stoletja.
Leta 1624 je grad in gospostvo Žusem od deželnoknežje komore kupil baron Polikarp Scheidt, predsednik notranjeavstrijske dvorne komore, štajerski deželni upravitelj, cesarjev tajni svetnik in komornik. Grajski upravnik v tem času je bil Janez Liechtstock. Leta 1631 so ga kupili baroni Reisi(n)gi. Dne 5. maja 1635 so grad oplenili uporni kmetje, leta 1695 pa je pogorel. Reisingom so sledili grofje Petazzi (Petač) (1724-1787), grofje de Herbuval (1787-1848), Ritter (1848-1850), dr. Fürst (1850-1858) in končno glažutarski podjetnik Leopold Fieglmüller, ki ga je iz davčnih razlogov leta 1871 razkril in pet let pozneje deloma porušil. V začetku 20. stoletja je posestvo imela splošna hranilnica iz Linza v Avstriji.